# Mikojan-Gurevič
Ruska letalska korporacija MiG (tudi Mikojan-Gurevič, kratica MiG; rusko Российская самолётостроительная корпорация МиГ (РСК МиГ)) je vodilna ruska korporacija, ki se ukvarja z razvojem, proizvodnjo, trženjem, oskrbo, servisom in nadgradnjo vojaških in civilnih zrakoplovov, motorjev in letalskih sistemov.

## Zgodovina korporacije
Korporacija nosi ime po dveh letalskih inženirjih in konstruktorjih: Artemu Mikojanu in Mihailu Josifoviču Gureviču → MiG.

## Organizacija korporacije
- »A.I. Mikojan Konstrukcijski biro« (inženirsko središče)
- »P.A. Voronin Produkcijsko središče« (serijska proizvodnja)
»P.A. Voronin Produkcijsko središče«
»Luhovit Tovarna motorjev«
»Kaljazin Tovarna motorjev« (KMZ)
- »A.V. Fedotov Letalsko preskusno središče«
- Izdelava motorjev
 »Sojuz Tovarna motorjev razvojni biro Tušino«
»JSC Černješev Moskovska tovarna motorjev«
»SUE V.Ja. Klimov Tovarna«
»JSC Krasni oktober« (Sankt Peterburg)
- Izdelava inštrumentov
Državna Rjazan Tovarna inštrumentov
»JSC Pribor Korporacija« (Kursk)
»Elektroavtomatika« Razvojni biro (Sankt Peterburg)
- Nadgradnja in servisiranje
JSC »MiG-Resurs« (Moskva)
JSC »MiG-Rost« (Moskva)
- Servisiranja in preskušanje
JSC »Aviatest« Znanstvenotehnični inštitut
- Gradnja civilnih letal
JSC »MiG-MGA« (Moskva)
- Gradnja helikopterjev
JSC »Kamov«

## Partnerska podjetja
- Tupoljev

## Letalska proizvodnja

### Vojaška letala
- MiG-1 (1940)
- MiG-3 (1941)
- MiG-5
- MiG-7 (1944)
- MiG-9 (1947)
- MiG-13 (1950)
- MiG-15 (1948)
- MiG-17 (1954)
- MiG-19 (1955)
- MiG-21
- MiG-23 (1974)
- MiG-25 (1966)
- MiG-27 (1973)
- MiG-29 (1983)
- MiG-31 (1983)
- MiG-33 (1989)

### Eksperimentalna letala
- MiG-8 (1945)
- MiG-110 (1995)
- MiG-I270 (1946)
- MiG-AT (1992)
- MiG-MFI (2000)